# Капустинцы (Липоводолинский район)
Капустинцы (укр. Капустинці) — село, Капустинский сельский совет, Липоводолинский район, Сумская область, Украина. Код КОАТУУ — 5923281901. Население по переписи 2001 года составляло 1056 человек.
Является административным центром Капустинского сельского совета, в который, кроме того, входят сёла Гришки, Клюсы и Тарасенки.

## Географическое положение
Село Капустинцы находится на берегу реки Грунь, выше по течению на расстоянии в 0,5 км расположено село Клюсы, ниже по течению на расстоянии в 1,5 км расположено село Великая Лука.

## История
- Село Капустинцы основано во второй половине XVII века.
- Вблизи села обнаружено славянское городище северян (VIII—X вв).

## Экономика
- Молочно-товарная ферма.
- «Колос», ЧП.
- ООО «ЛАН-123».
- ООО «Грунь».

## Объекты социальной сферы
- Школа.
- Дом культуры.

## Достопримечательности
- Братская могила советских воинов.
- Ласточкино гнездо